# Oostum
Oostum is een wierde op het grondgebied van Garnwerd in de gemeente Westerkwartier in de Nederlandse provincie Groningen. Het gehucht ligt aan de weg van de stad Groningen naar Garnwerd. Het is een beschermd dorpsgezicht. Oostum ligt aan het Pieterpad.

## Wierde en kerk

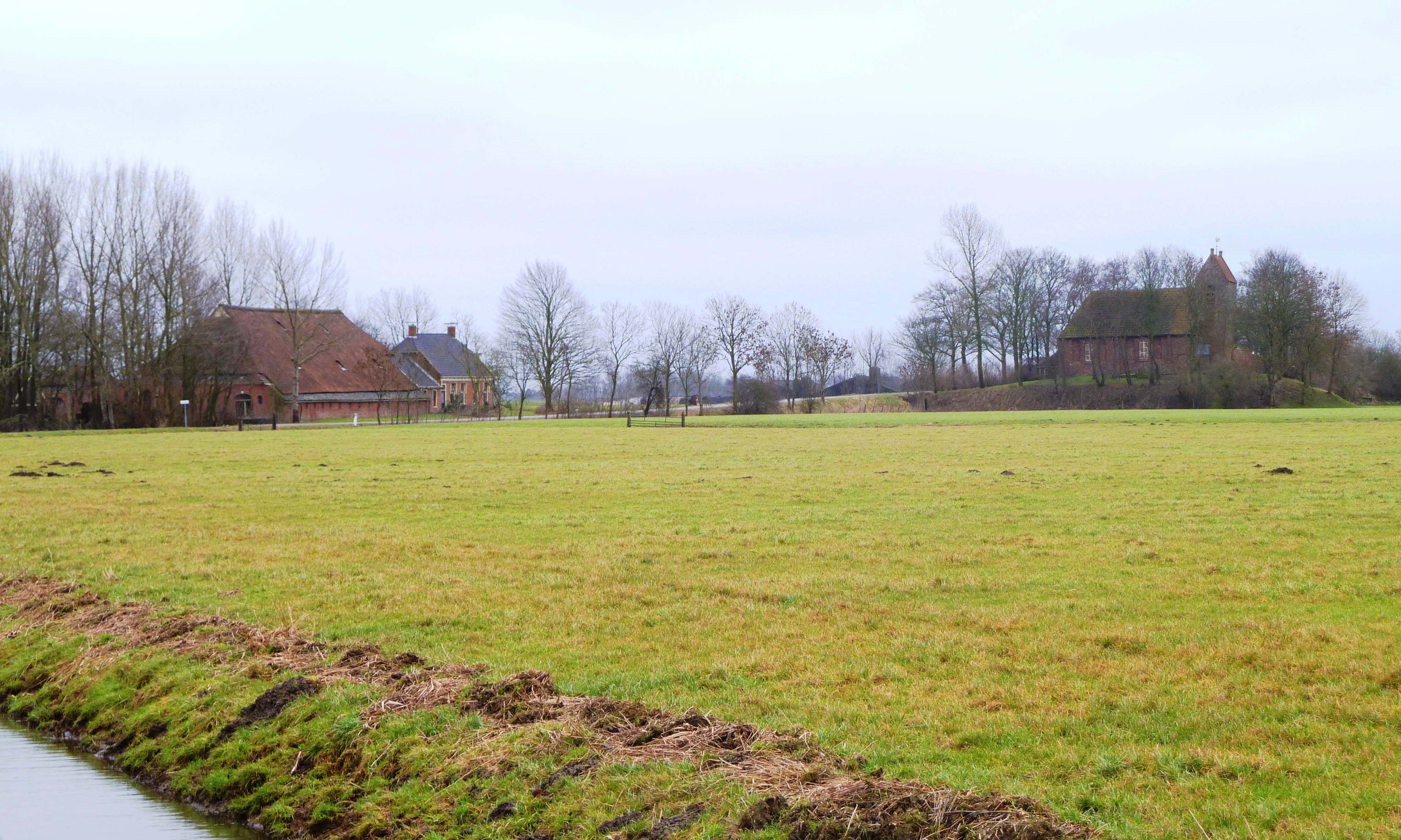
Gezicht op de wierde met de kerk

De wierde dateert uit de IJzertijd of later en ligt op een oude kwelderwal. Mogelijk wordt de plek echter al langer bewoond, daar bij boringen ten oosten van de wierde in 1971 mogelijk een vlaknederzettingstadium werd aangetroffen. Bij andere opgravingen zijn 1 inheems Romeinse en tientallen middeleeuwse potscherven gevonden. De nederzetting komt in de 11e eeuw voor als in Astne(m), wat wordt verklaard als een samentrekking van de woorden ast ("oost") en hem ("heem") met als betekenis "oostelijk gelegen woonplaats". Op de wierde staat het 13e-eeuwse kerkje van Oostum, dat misschien wel het meest afgebeelde romaanse kerkje van de provincie Groningen vormt. Zo had het grote aantrekkingskracht op schilders van De Ploeg. Bij restauratiewerkzaamheden in 1973 bleek dat de kerk oorspronkelijk langer is geweest. In de 14e, 15e of 16e eeuw werd er een toren dwars op gebouwd. In de toren hangt de oude klok van de Jacobuskerk van Feerwerd uit 1446. Tussen 1905 en 1913 werden grote delen van de wierde afgegraven. De eigenaar van boerderij Reinghes Stede heeft in 1913 een tunnel onder de weg door laten leggen om de wierdegrond onder de weg door te kunnen vervoeren per kiepwagen. Door de steilrand rijst de kerk op tot 4,5 meter boven de omliggende omgeving. 

## Andere gebouwen
Rondom de wierde liggen ten noorden, zuidwesten en zuiden drie boerderijwierden, waarin middeleeuwse resten zijn gevonden. De noordelijke is boerderij Reinghes Stede uit 1805 (uitgebreid in 1827), waarin kloostermoppen en een gevelsteen met het jaartal 1561 zijn verwerkt, die mogelijk uit een voorganger komen. Ten zuiden van het gehucht ligt de witgepleisterde villa 'Klein Reinghesstede' die 1914 werd gebouwd. Op een steen in de villa staat de bouwer Olthoff en het bouwjaar 1914.
Ten zuiden van de wierde lag vroeger een borg, waarvan in 1587 vermeld werd dat hij toebehoorde aan wijlen Tese Clant. In 1522 werd dit steenhuis vermoedelijk door de Geldersen in brand gestoken. In 1627 is de dan al vervallen borg verkocht. Vermoedelijk zijn de restanten niet lang daarna gesloopt. Op de door Hindrik Warner Folckers vervaardigde Atlas der Stadslanden van Groningen (1724-1729) staat de boerderij die het restant was van de vervallen borg vermeld. Op deze plek staat nog steeds een boerderij (Oostumerweg 29).
Op ruim een kilometer ten zuiden van Oostum staat aan de Oostumerweg bij de driesprong met de Wierumerschouwsterweg het landhuis Dageraad uit 1890, dat deels de vorm heeft van een schip. Het werd gebouwd in opdracht van de Veendammer reder B.H. Krans en ontworpen door de Veendammer architect G.T. Bos. In de voorgevel prijkt het wapen van Veendam-Wildervank. Bij een storm tijdens de Tweede Wereldoorlog stortte de achterzijde van het huis in. Dit deel werd later herbouwd, maar niet meer in de vorm van een schip. Schuin tegenover dit huis ligt aan de andere zijde van de Wierumerschouwsterweg een wierde uit de late ijzertijd tot late middeleeuwen met een hoogte van 2,18 meter boven NAP.
Ten westen van Oostum stond begin 20e eeuw een steenbakkerij aan de oostelijke oever van het Aduarderdiep. Wat zuidelijker schuin tegenover Joeswerd en de molen De Eolus stond vroeger ook een tichelwerk en noordelijker stonden aan de andere oever tichelwerken bij Bolshuizen en Schifpot.

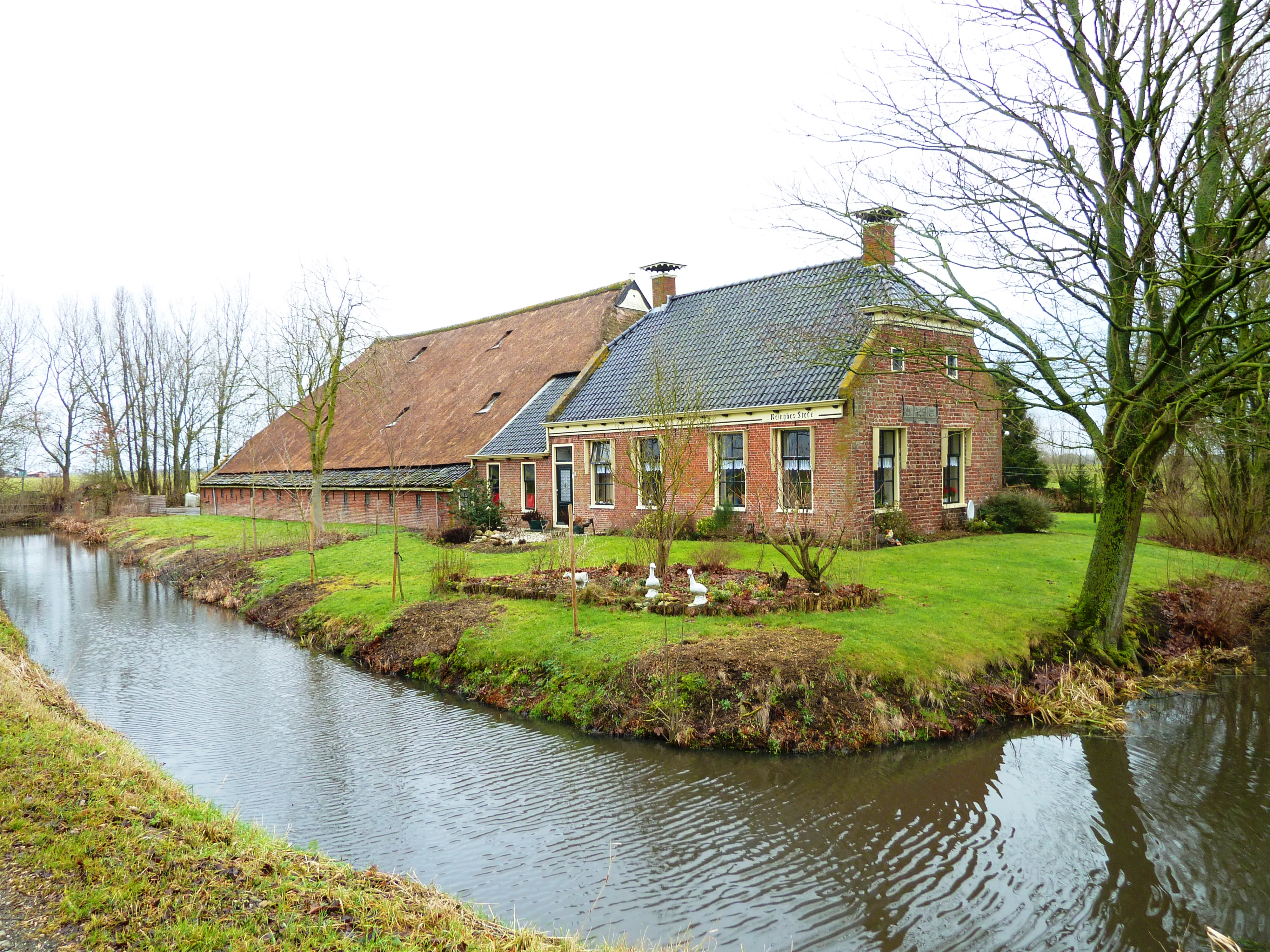
Boerderij Reinghes Stede met de gevelsteen 'Anno 1561'
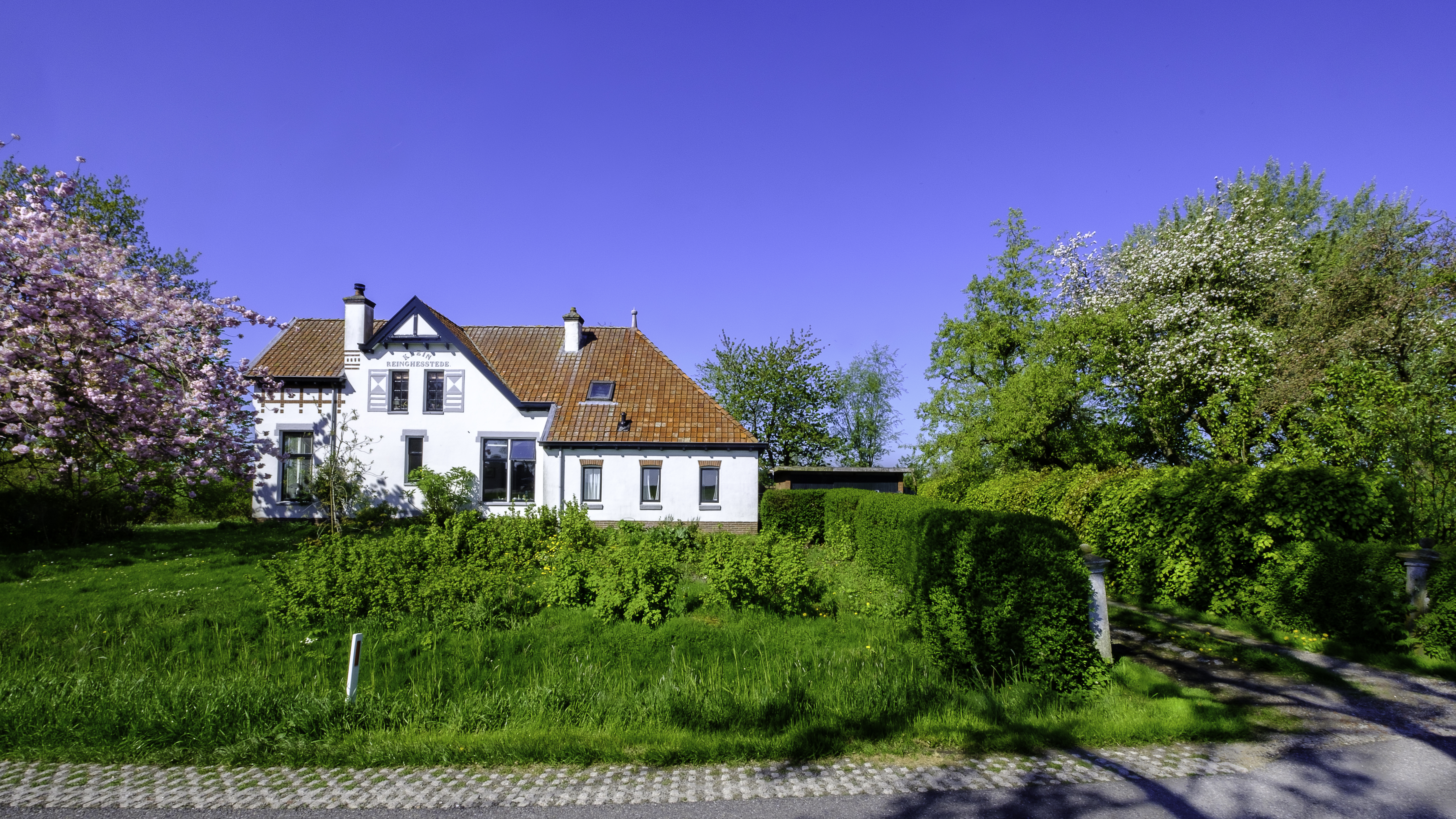
Klein Reinghesstede
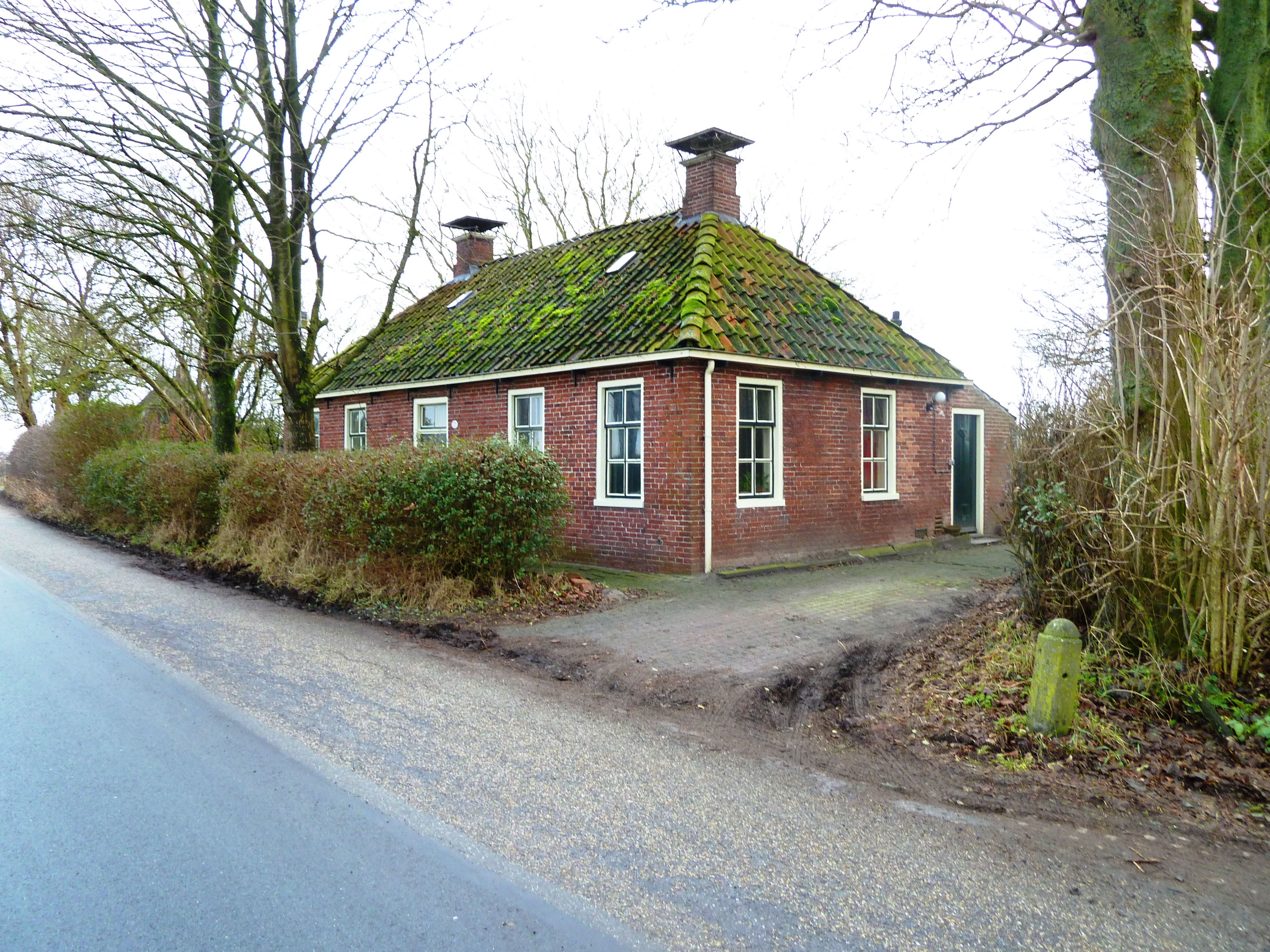
Oud huisje naast de kerk
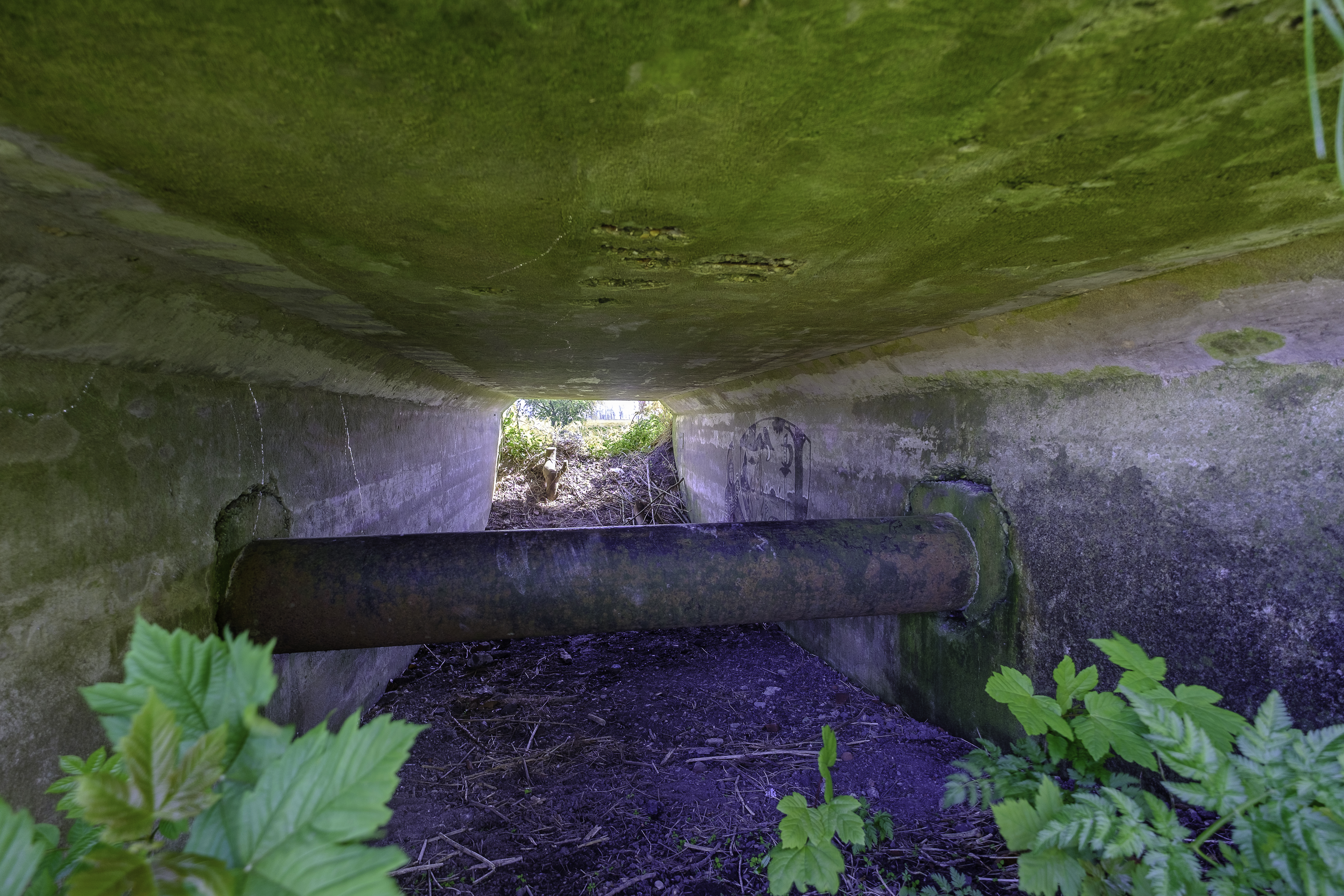
Tunnel onder de weg, waarlangs begin 20e eeuw de wierdegrond van Oostum werd afgevoerd

## Dode Laan
Ten zuiden van Oostum verloopt het Pieterpad verder richting Wierumerschouw over de Dode Laan, een vroegere doodweg die vernoemd is naar de begrafenisstoeten die hier overheen liepen om hun doden op het kerkhof van Oostum of Wierum te begraven.